# Allium oxianum
Allium oxianum — вид квіткових рослин з підродини цибулевих (Allioideae). Ендемік Узбекистану.

## Резюме
Цибулина субкуляста, 1–1.5 см у діаметрі; цибулинки жовтуваті. Стеблин 2–3, 20–25 см заввишки. Листків 3(5), лінійні, 1–2 мм завширшки, довші ніж стебло, темно-зелені, гладкі. Суцвіття напівкулясте, нещільне. Оцвітина інтенсивно рожевувата. Листочки оцвітини 3.5–4 мм завдовжки, довгасті, тупі на вершині. Пиляки жовті.

## Поширення
Цей вид росте на піщаних пагорбах поблизу р. Амудар'я.